# Sílvio Romero
Sílvio Vasconcelos da Silveira Ramos Romero (Lagarto, 21 de abril de 1851 — Rio de Janeiro, 18 de junho de 1914) foi um polímata brasileiro.

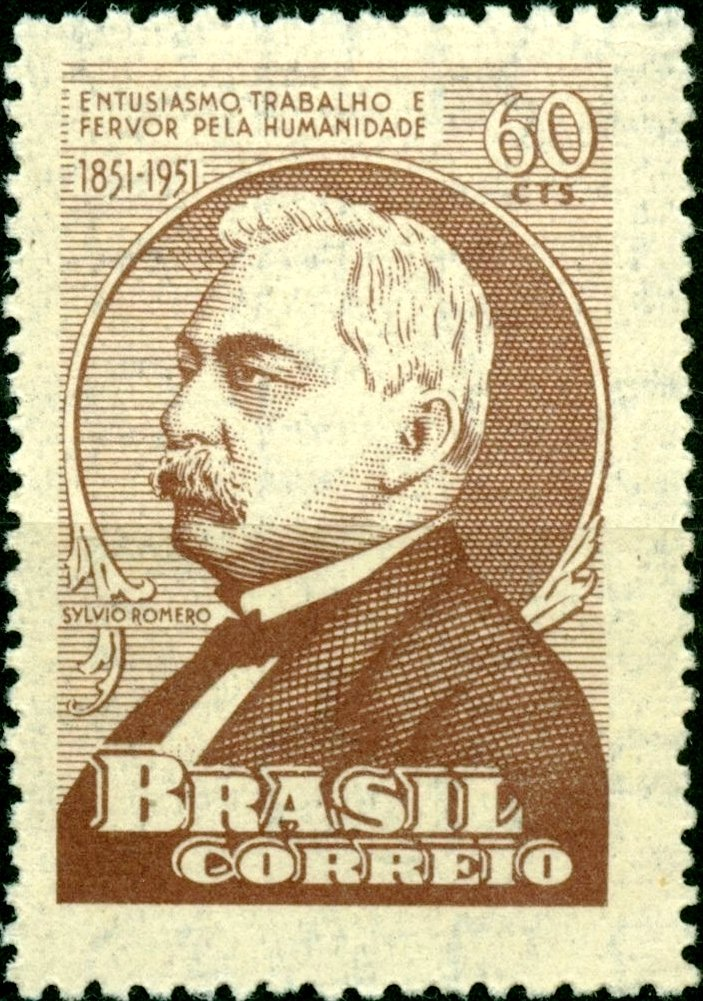
Em selo postal de 1951.

## Biografia
Sílvio Romero nasceu em Lagarto, em Sergipe, em 21 de abril de 1851. Cursou a Faculdade de Direito do Recife entre 1868 e 1873, diplomado em 1873, contemporâneo de Tobias Barreto. Nos anos 1870 colaborou como crítico literário em vários periódicos pernambucanos e cariocas.
Em 1875 foi eleito deputado provincial por Estância, Sergipe. Radicou-se no Rio de Janeiro, onde obteve notoriedade, especialmente como crítico literário. Em 1878 publicou seus dois primeiros livros, A Filosofia no Brasil e Cantos do Fim do Século, o seu primeiro livro de poesia. O primeiro deles tinha a intenção de questionar o meio acadêmico e intelectual do Rio de Janeiro, assim como de exaltar as qualidades de Tobias Barreto, seu mestre e conterrâneo. Nessa obra critica com veemência as correntes de filosofia no país, em especial o espiritualismo e o positivismo.
No Rio de Janeiro, lecionou filosofia no Colégio Pedro II entre 1881 e 1910. Estava entre os intelectuais que fundaram a Academia Brasileira de Letras (ABL), em 1897. Um ativo polemista, contribuiu de modo significativo para que a Escola do Recife — denominação que lhe deve ser atribuída — viesse a ser conhecida em todo o país.
Em 1882 publicou a Introdução à História da Literatura Brasileira, atualmente em edição de cinco volumes. Com o livro Últimos Harpejos, em 1883, sua carreira de poeta se encerra. Como resultado de pesquisas sobre o folclore brasileiro escreveu O elemento popular na literatura do Brasil e Cantos populares do Brasil, tendo realizado para este, em 1883, uma viagem a Lisboa a fim de publicá-lo. Em 1888 foi publicada a História da Literatura Brasileira em 2 volumes.
Em 1891 produziu artigos sobre ensino para o jornal carioca Diário de Notícias, dirigido por Rui Barbosa. No mesmo ano, foi nomeado membro do Conselho de Instrução Superior por Benjamim Constant. Foi um dos grandes defensores do parlamentarismona Primeira República, expresso na obra Cartas ao Conselheiro Ruy Barbosa.
Foi um dos primeiros pensadores a se interessar por Antônio Conselheiro, o qual via como missionário vulgar que agregara em torno de si fanáticos depredadores. Seu amigo Euclides da Cunha, tendo sido enviado para Canudos, foi responsável pelo esclarecimento dos fatos ainda nebulosos para muitos intelectuais da época.
Entre 1900 e 1902 foi deputado federal pelo Partido Republicano, trabalhando na comissão encarregada de rever o Código Civil na função de relator-geral.
Entre 1911 e 1912 residiu em Juiz de Fora, participando da vida intelectual da cidade, publicando poemas e outros escritos nos jornais locais, prefaciando livros, ministrando aulas no ensino superior e proferindo discursos.

## Características literárias
Sílvio reivindicava para o Brasil o “pensamento autonômico”, e optaria pelo “evolucionismo spenceriano, no qual os fatores biológicos dariam um suporte maior à sua crítica sociológica”.
A obra de Sílvio, desde os primeiros ensaios publicados em periódicos do Recife, na década de 1870, situa-se sob o signo do embate e da polêmica, e estende-se desde a poesia, crítica, teoria e história literária, folclore, etnografia, até estudos políticos e sociológicos.
Em 1904, através de carta, respondendo um questionário feito por João do Rio para a imprensa carioca, Sílvio afirma: “Em mim o caso literário é complicadíssimo e anda tão misturado com situações críticas, filosóficas, científicas e até religiosas, que nunca o pude delas separar”.
Com relação à poesia, teve breve carreira, e vincula-se à terceira geração do Romantismo, influenciada pela obra de Victor Hugo. Terminou a carreira poética com “Últimos harpejos: poesia”, em 1883.

## Polêmicas
Sílvio Romero foi um importante membro da elite intelectual brasileira, porém suas falas notadamente racistas e pró eugenia da população geram polêmicas até hoje.

Sílvio Romero dizia:
Povo que descendemos de um estragado e corrupto ramo da velha raça latina, a que juntaram-se o concurso de duas das raças mais degradadas do globo, os negros da costa e os peles vermelhas da América [...] [de que] resultaram o servilismo do negro, a preguiça do índio e o gênio autoritário e tacanho do português [que] produziram uma nação informe e sem qualidades fecundas e originais. 
Sobre o futuro do Brasil, Romero enunciava:
A minha tese, pois, é que a vitória na luta pela vida, entre nós, pertencerá, no porvir, ao branco; mas que esse, para essa mesma vitória, tem necessidade de aproveitar-se do que de útil as outras duas raças lhe podem fornecer, máxime a preta com quem tem mais cruzado. Pela seleção natural, todavia, depois de prestado o auxílio de que necessita, o tipo branco irá tomando a preponderância até mostrar-se puro e belo como no Velho Mundo. Será quando já estiver de todo aclimatado no continente. Dois fatos contribuirão largamente para esse resultado: de um lado, a extinção do tráfico africano e o desaparecimento constante dos índios, e de outro a imigração europeia.
Uma das características mais marcantes de Sílvio era o embate violento e intolerante contra outros escritores, intelectuais e políticos, gerando numerosas polêmicas. Uma de suas polêmicas foi com o conselheiro Lafayette Rodrigues Pereira quando da publicação do livro “Machado de Assis” em 1897, quando Lafayette publicou uma série de artigos em defesa de Machado.
Em “Zéverissimações Ineptas da Crítica”, de 1909, Sílvio passa a atacar José Veríssimo, por este ter dado pouca importância a Tobias Barreto, a quem o próprio Sílvio tanto admirava.
Teófilo Braga cuidou dos prólogos e das notas dos livros “Cantos Populares do Brasil” (1883) e “Contos Populares do Brasil” (1885), que foram publicados originalmente em Lisboa, porém, ao se atrever a mudar a ordem de capítulos do segundo deles, provocou violenta reação de Sílvio Romero, que escreveu os livros panfletários “Uma Esperteza: os cantos e contos populares do Brasil e o Sr. Theophilo Braga” (1887) e “Passe Recibo” (1904), nos quais atacou Braga, ultrapassando os limites e regras da civilidade e da convivência social. Romero escreveu “Uma Esperteza: os cantos e contos populares do Brasil e o Sr. Theophilo Braga”, mediante o fato de a 1ª edição de Contos Populares do Brasil, publicada em Portugal, ter apresentado o que o autor considerou como irregularidades, no tocante às modificações feitas por Teófilo Braga, o qual, de acordo com a opinião de Romero, acrescentara ao livro contos atribuídos a coletâneas de outros autores.
Também foi um propagandista contra a imigração alemã, retratando os imigrantes germânicos e seus descendentes como uma ameaça à integridade do Brasil.

## Obras

### Filosofia, política e sociologia
- A filosofia no Brasil: ensaio crítico. Porto Alegre: Tipografia de Deutsche Zeitung, 1878. 192 p.
- Interpretação filosófica na evolução dos fatos históricos. Rio de Janeiro, 1880. (Tese de concurso à cadeira de Filosofia do Colégio Pedro II).
- Ensaios de philosophia do direito. Recife: Companhia Impressora, 1885. 307 p.
- Ensaios de philosophia do direito. Apêndice Gumercindo Bessa. Rio de Janeiro: Cunha e Irmãos Editores, 1895. 264 p.
- Ensaios de philosophia do direito. 2. ed. Rio de Janeiro: Livraria Francisco Alves, 1908. 320 p.
- Ensaios de filosofia do direito. São Paulo. Landy Livraria Editora. 2001. 179 p.
- A filosofia e o ensino secundário. Rio de Janeiro, 1885. (Opúsculo).
- Doutrina contra doutrina; o evolucionismo e o positivismo no Brasil. Rio de Janeiro: Editor J. B. Nunes, 1894.
- Doutrina contra doutrina; o evolucionismo e o positivismo no Brasil. 2. ed. melhorada. Rio de Janeiro: Livraria Clássica de Alves & Cia, 1895. 293 p.
- Obra filosófica. Introdução e seleção Luís Washington Vita. Rio de Janeiro: Livraria José Olympio Editora, 1969. 701 p. (Documentos brasileiros, 139).
- Ensaios de crítica parlamentar. Rio de Janeiro: Moreira Máximo & Cia. 1883. 186 p.
- As formas principaes da organização republicana. Rio de Janeiro, 1888. (Opúsculo).
- Parlamentarismo e presidencialismo na república brasileira; cartas ao conselheiro Rui Barbosa.[9] Rio de Janeiro: Companhia Impressora, 1893. 152 p.
- Discursos. Porto: Livraria Chardron, 1904. 316 p.
- O alemanismo no sul do Brasil; seus perigos e meios de os conjurar. Rio de Janeiro: Typ. Heitor Ribeiro, 1906. 72 p.
- O Brasil social; vistas sintéticas obtidas pelos processos de La play. Rio de Janeiro: Typ. Jornal do Commercio, 1907. 43 p.
- Geografia da politicagem. Rio de Janeiro, 1909. (Opúsculo).
- Bancarrota do regime federativo na república brasileira. Rio de Janeiro, 1910. (Opúsculo).
- Provocações e debates; contribuição para o estudo do Brasil social. Porto: Livraria Chardron, 1910. 416 p.
- O castilhismo no Rio Grande do Sul. Rio de Janeiro, 1910.
- O Brasil na primeira década do século XX. Lisboa: Typ. da “A Editora Limitada”, 1912. 209 p. (Estudos Sociaes).
- O remédio. Rio de Janeiro, 1914. (Discurso de paraninfo).
- A união do Paraná e Santa Catarina: o Estado de Iguassú. Prefácio Arthur Guimarães. Niterói: Escola Typ. Salesiana, 1916. 45 p. (Extractos de uma série de artigos publicados no Jornal “A ‘Época” da capital Federal, em nov. 1912).
- Parlamentarismo e presidencialismo. Introdução de Pedro Calmon. Brasília: Senado Federal, 1979. 84 p. (Coleção Bernardo Pereira de Vasconcelos. Série Estudos Políticos, 14).
- Realidade e ilusões no Brasil; parlamentarismo e presidencialismo e outros ensaios. Seleção e coordenação Hildon Rocha. Petrópolis: Editora Vozes, 1979. 324 p.
- O Brasil social e outros estudos sociológicos. Brasília: Senado Federal, 2001. 277 p. (Biblioteca Básica Brasileira).

### Estudos literários
- A poesia contemporânea. Recife, 1869.
- A literatura brasileira e a crítica moderna; ensaio de generalização. Rio de Janeiro: Imp. Industrial de João Paulo Ferreira Dias, 1880. 206p.
- Introdução à história da litteratura brasileira. Rio de Janeiro, 1882. 254 p.
- O naturalismo em literatura. São Paulo: Tipografia da Província de São Paulo, 1882. (Opúsculo).
- Valentim Magalhães; estudos críticos. Rio de Janeiro: Tipografia da Escola, 1885. 80p.
- Estudos de literatura contemporânea; páginas de crítica. Rio de Janeiro: Laemmert, 1885. 290 p.
- História da literatura brasileira, vol. I e volume II. Rio de Janeiro: H. Garnier, 1888. 2 v.
- História da literatura brasileira. 2. ed. melhorada pelo autor. Rio de Janeiro: H. Garnier, 1902. 2 v.
- História da literatura brasileira. 3. ed. melhorada. Rio de Janeiro: Livraria José Olympio Editora, 1943. 5 v.
- História da literatura brasileira. 5. ed. Rio de Janeiro: Livraria José Olympio Editora, 1953. 5 v.
- História da literatura brasileira (Edição comemorativa). Organização Luiz Antônio Barreto. Rio de Janeiro: Editora Imago, 2001. 2v.
- Excerpto da “História da Litteratura Brasileira” Relativo à immigração e ao futuro da raça portugueza no Brazil. Rio de Janeiro, 1891.
- Luiz Murat; estudo. Rio de Janeiro: Leuzinger, 1891. 57 p.
- Machado de Assis; estudo comparativo da literatura brasileira. Rio de Janeiro: Laemmert, 1897. 347 p.
- Machado de Assis; estudo comparativo da literatura brasileira. 2. ed. Rio de Janeiro: Livraria José Olympio Editora, 1936. 156 p.
- Novos estudos da literatura contemporânea. Rio de Janeiro: H. Garnier, 1898. 305 p.
- Martins Penna; ensaio crítico com um estudo de Arthur Orlando sobre o autor de História da Literatura Brasileira. Lisboa, 1900. 193 p.
- A literatura brasileira. Rio de Janeiro: Imprensa Nacional, 1900. v. 1.
- Ensaios de sociologia e literatura. Rio de Janeiro: H. Garnier, 1901. 295 p.
- O Duque de Caxias e a integridade do Brasil. Rio de Janeiro: Laemmert, 1903.
- Parnaso sergipano, volume I e volume II, 1904.
- Passe recibo (réplica a Teófilo Braga). Prefácio e Direção Augusto Franco. Belo Horizonte: Imprensa Oficial do Estado de Minas Gerais, 1904.
- Evolução da literatura brasileira; vista sintética. [s. l.]: Campanha, 1905. 150 p.
- Evolução do lirismo brasileiro. Recife: Tipografia J. B. Edelbrock, 1905. 201 p.
- Outros estudos de literatura contemporânea. Lisboa: Tipografia da A Editora, 1905. 235 p
- Compêndio da história da literatura Brasileira. Rio de Janeiro: Livraria Francisco Alves, 1906. (Em colaboração com João Ribeiro).
- Compêndio da história da literatura Brasileira. 2. ed. ref. Rio de Janeiro: Livraria Francisco Alves, 1909. 550 p. (Em colaboração com João Ribeiro).
- Quadro sintético da evolução dos gêneros na literatura brasileira. Porto: Livraria Chardron, 1909. 76 p.
- Da crítica e sua exata definição. Rio de Janeiro: Imprensa Nacional, 1909. 34 p.
- Zéverissimações ineptas da crítica; repulsas e desabafos. Porto: Comércio do Porto, 1909. 183 p.
- Carlos Süssekind de Mendonça. Sílvio Romero de Corpo Inteiro. Rio de Janeiro: Ministério da Educação e Cultura. Serviço de Documentação, 1941. 258 p.
- Minhas contradições. Bahia: Livraria Catilina, 1914. 204 p.
- Teoria, crítica e história literária. Seleção e apresentação Antonio Candido. São Paulo: EDUSP, 1978. 233 p.
- Introdução doutrina contra doutrina. Organização Alberto Venâncio Filho. São Paulo: Companhia das Letras, 2011. 175 p.

### Coletâneas e cultura popular
- Etnologia selvagem; estudo sobre a memória “Região e raças selvagens do Brasil”. Recife, 1875. 232 p.
- Cantos populares do Brasil, volume I e volume II. Introdução e notas Theofilo Braga. Lisboa: Nova Livraria Internacional, 1883. 2 v.
- Cantos populares do Brasil. Introdução e notas Theofilo Braga. 2. ed. Rio de Janeiro, 1894. 377 p.
- Lucros e perdas; crônica mensal dos acontecimentos. Rio de Janeiro, 1883.
- Contos Populares do Brasil. Lisboa: Nova Livraria Internacional, 1885. 235 p.
- Contos Populares do Brasil. 2. ed. melhorada. Rio de Janeiro: Livraria Clássica, 1897. 197 p.
- Uma esperteza: os cantos e contos populares do Brasil e o Sr. Theophilo Braga. Rio de Janeiro, 1887.
- Estudos sobre a poesia popular do Brasil. Rio de Janeiro: Laemmert & Cia, 1888. 365 p.
- Estudos sobre a poesia popular do Brasil. 2. ed. Petrópolis: Editora Vozes, 1977. 273 p. (Coleção Dimensão do Brasil, 8).
- Etnografia brasileira; estudos críticos sobre Couto de Magalhães, Barbosa Rodrigues, Theophilo Braga e Ladislao Netto. Rio de Janeiro: Livraria Clássica de Alves & Cia, 1888. 159 p.

### Poesia
- Cantos do fim do século: poesia. Rio de Janeiro: Tipografia Fluminense, 1878. 232 p.
- Últimos harpejos: fragmentos poéticos. Porto Alegre: Carlos Pinto, 1883.

### História
- A história do Brasil ensinada pela biografia dos seus heróis. Rio de Janeiro: Francisco Alves, 1890.
- A história do Brasil ensinada pela biografia dos seus heróis. 2. ed. corr. e aum. Prefácio e vocabulário João Ribeiro. Rio de Janeiro: Livraria Clássica de Alves & Cia, 1892. (Livro para as classes primárias).
- O antigo direito em Espanha e Portugal. 1894.
- O elemento português no Brasil. Rio de Janeiro, 1902. (Opúsculo).
- A América Latina. Porto: Chardron, 1906. 361 p. (Análise do livro de igual título do Dr. M. Bonfim).
- A pátria portugueza; o território e a raça. Lisboa: Clássica, 1906. 515 p. (Apreciação do livro de igual título de Theophilo Braga).
- Trechos escolhidos. 2. ed. Seleção Nelson Romero. Rio de Janeiro: Editora Agir, 1975. 96 p. (Nossos clássicos, 35).

Foi um dos membros do corpo diretivo luso-brasileiro da Revista de Estudos Livres (1883-1886).

## Imortalda Academia Brasileira de Letras
Durante a sessão de instalação da Academia Brasileira de Letras, em 28 de janeiro de 1897, fundou a cadeira 17 com Hipólito da Costa como patrono. Recebeu em 18 de dezembro de 1906 Euclides da Cunha.

### Apêndix de lições
- _____. Medo à utopia; o pensamento social de Tobias Barreto e Sílvio Romero. Rio de Janeiro: Nova Fronteira; Brasília: INL/Fundação Nacional Pró-Memória, 1985. 284 p.
- MOTA, Maria Aparecida Rezende. Silvio Romero: Dilemas e combates no Brasil da virada do século XX. Rio de Janeiro: Ed. F.G.V. , 2000. 120 p. (Os que fazem a história).
- MOURÃO, Gerardo Mello. Sílvio Romero a filosofia navegada a remo. In: ACTAS DO III COLÓQUIO TOBIAS BARRETO. Lisboa: Instituto de Filosofia Luso-Brasileira, 1996. p. 371-375.
- MUNHOZ, Alcides. O Sr. Sílvio Romero e o allemanismo no sul do Brasil; o Paraná. Curitiba: Officinas de Artes Graphicas, 1907. 43 p.
- NEVES, Maria do Céu Patrão. Do positivismo (comtiano) ao positivismo (Speceriano): o assomar de uma filosofia. In: ACTAS DO III COLÓQUIO TOBIAS BARRETO. Lisboa: Instituto de Filosofia Luso-Brasileira, 1996. p. 303-312.
- OLIVEIRA, Samuel Augusto de. Assuntos científicos e filosóficos: cartas abertas ao dr. Silvio Romero. Jornal do Commércio, Rio de Janeiro, 6 set. 1901.
- _____. Kantismo no Brasil: ao eminente pensador Silvio Romero. Revista Americana, Rio de Janeiro, t. 3, p. 284-291, 1910.
- ORLANDO, Artur. Sílvio Romero. In: _____. Ensaios de crítica. São Paulo: Grijalbo, 1975. p. 54-78.
- _____. Filocrítica. Rio de Janeiro, [s. d.].
- _____. Estudo sobre o autor da história da literatura brasileira. In: ROMERO, Sílvio. Martins Pena. Porto: Chardron, 1900.
- PAIM, Antônio. A filosofia da Escola do Recife. Rio de Janeiro: Saga, 1966. 217 p.
- Idem, ibidem. 2. ed. São Paulo: Convívio, 1981. 211 p. (Biblioteca do Pensamento Brasileiro - ensaio, 1).
- _____. O processo de formação do tradicionalismo político no Brasil. Ciências Humanas, Rio de Janeiro, n. 18/19, p. 15-20, jul./dez. 1981.
- _____. Romero (Sílvio). In: LOGOS: Enciclopédia Luso-Brasileira de Filosofia. Lisboa: Verbo, 1992. v. 4, p. 806-808.
- _____. Sílvio Romero (1851-1914). In: LOS “Fundadores” em la Filosofia de América Latina. Washington: OEA, 1970. p. 56-62.
- _____. Nos 150 anos do nascimento de Silvio Romero (1851/1914): uma vida dedicada à cultura brasileira. Revista Brasileira de Filosofia, São Paulo, v. 51, n. 202, abr./jun. 2001.
- PEREIRA, Gisela Maria Bandeira. O culturalismo sociológico em Sylvio Romero. Rio de Janeiro: Universidade Gama Filho, 1989. 186 p. (Tese de doutorado).
- PEREIRA, José Esteves. Teófilo Braga e Sílvio Romero : duas perspectivas sociológicas. In: ACTAS DO III COLÓQUIO TOBIAS BARRETO. Lisboa: Instituto de Filosofia Luso-Brasileira, 1996. p. 167-182.
- PEREIRA, Lafayette Rodrigues (Labieno). Vindiciae; o Sr. Sílvio Romero crítico e philosopho. Prefácio Mário Matos. 3. ed. Rio de Janeiro: Livraria José Olympio Editora, 1940. 171 p.
- PICANÇO, Macario de Lemos. Silvio Romero e Tobias. Rio de Janeiro: Jornal do Commercio, 1951.
- PIMENTEL, Manuel Cândido. A crítica do positivismo comtiano em Teófilo Braga e Sílvio Romero. In : ACTAS DO III COLÓQUIO TOBIAS BARRETO. Lisboa : Instituto de Filosofia Luso-Brasileira, 1996. p. 11-55.
- RABELLO, Sílvio.  Itinerário de Sílvio Romero. Rio de Janeiro: Livraria José Olympio Editora, 1944. 260 p. (Coleção documentos brasileiros, 43).
- _____. Itinerário de Sílvio Romero. Rio de Janeiro: Civilização Brasileira, 1967. 240 p. (Retratos do Brasil, 58).
- REALE, Miguel. Sílvio Romero e os problemas da filosofia. Revista Brasileira de Filosofia, São Paulo, v. 1, n. 1-2, p. 98-106, 1951.
- REALE, Miguel. Sílvio Romero e os problemas da filosofia. In: _____. Horizonte do direito e da história.  São Paulo: Editora Saraiva, 1956. p. 234-243.
- iderm, ibidem. In: _____. _____. 2. ed. rev. e aum. São Paulo: Editora Saraiva, 1977. p. 223-230.
- REALE, Miguel, CALMON, Pedro, REIS, Arthur. Reedição de Sílvio Romero. Boletim do Conselho Federal de Cultura, Rio de Janeiro, n. 34, p. 117-119, jan./mar. 1979.
- REALE, Miguel. O historicismo de Sílvio Romero. In: ACTAS DO III COLÓQUIO TOBIAS BARRETO. Lisboa: Instituto de Filosofia Luso-Brasileira, 1996. p. 145-150.
- RIO, João do. Silvio Romero. In: _____. O momento literário. Rio de Janeiro: Livraria Garnier, 1908. p. 35-49.
- RIO, João do.  Silvio Romero. In: _____. O momento literário. Rio de Janeiro : Fundação Biblioteca Nacional, 1994. p. 38-50.
- ROCHA, Hildon. Visão brasileira de Sílvio Romero. In: ROMERO, Sílvio. Realidades e ilusões no Brasil: parlamentarismo e presidencialismo e outros ensaios. Petropolis: Editora Vozes, 1979. p. 25-27. (Dimensões do Brasil, 14).
- RODRIGUES, Anna Maria Moog. Sílvio Romero, consciência da nacionalidade e afinidade com Theóphilo Braga. In: ACTAS DO III COLÓQUIO TOBIAS BARRETO. Lisboa: Instituto de Filosofia Luso-Brasileira, 1996. p. 81-102.
- RODRÍGUEZ, Ricardo Vélez. Sílvio Romero: método monográfico e crítica ao monocausalismo em ciências sociais. Carta Mensal, Rio de Janeiro, v. 42, n. 495, p. 3-15, jul. 1996.
- _____. Sílvio Romero: método monográfico e crítica ao monocaulismo em ciências sociais. In: ACTAS DO III COLÓQUIO TOBIAS BARRETO. Lisboa: Instituto de Filosofia Luso-Brasileira, 1996.  p. 329-341.
- _____. Silvio Romero: método monográfico e crítica ao monocaulismo em ciências sociais. In : PERFIS biográficos. Rio de Janeiro: Confederação Nacional do Comércio, 1997. p. 543-561.
- ROMERO, Abelardo. Sílvio Romero em família. Rio de Janeiro: Saga, 1960. 47 p.
- ROMERO, Nelson. A história da literatura brasileira.  3. ed.. Rio de Janeiro: Editora Zélio Valverde, 1944.
- SALDANHA, Nelson. Sobre a filosofia do direito de Sílvio Romero. In: ACTAS DO III COLÓQUIO TOBIAS BARRETO. Lisboa: Instituto de Filosofia Luso-Brasileira, 1996. p. 321-328.
- SANCHES, Edgard. Sílvio Romero e as transformações da língua portuguesa na América. In: _____. Língua brasileira.  São Paulo: Companhia Editora Nacional, 1940. t. 1, cap. VI.. (Coleção brasiliana, 179).
- SILVA, José Alberto da. Sílvio Romero, juiz. Prefácio Carlos Maul.  Rio de Janeiro: Borsoi, 1955. 81p. il.
- SIMÕES DOS REIS, Antonio. Fatores da literatura brasileira. In: _____. Bibliografia da “História da Literatura Brasileira” de Sílvio Romero. Rio de Janeiro: Editora Zélio Valverde, 1944. v. 1, t. 1.
- SOUZA, Antonio Candido de Mello e (Org.). Sílvio Romero; teoria, crítica e história literária. Rio de Janeiro: Livros Técnicos e Científicos, 1978. 233 p.
- SOUZA, João Mendonça de. Sílvio Romero, o crítico e o polemista. Rio de Janeiro: Companhia Editora Americana, 1976. 306 p.
- SOVERAL, Eduardo Abranches de. Introdução às posições filosóficas de Sílvio Romero. In: ACTAS DO III COLÓQUIO TOBIAS BARRETO. Lisboa: Instituto de Filosofia Luso-Brasileira, 1996.p. 275-292.
- STAUDT, Leo Afonso. A crítica da filosofia no Brasil em Sílvio Romero. Porto Alegre: PUC, 1980. 167p. (Dissertação para obtenção do grau de mestre em filosofia, na área de antropologia filosófica).
- _____. Tobias Barreto e Silvio Romero. In: _____. A crítica da filosofia no Brasil em Silvio Romero. Porto Alegre: PUC, 1980. p. 21-24.
- TEIXEIRA, António Braz. Direito e moral no pensamento de Teófilo Braga e de Sílvio Romero. In: ACTAS DO III COLÓQUIO TOBIAS BARRETO. Lisboa: Instituto de Filosofia Luso-Brasileira, 1996. p. 103-119.
- TEIXEIRA, Jerônimo. Turbilhão da crítica: voltam a circular as obras de Silvio Romero, que fez tremer a cultura do país no começo do século XX. VEJA, São Paulo, 27 fev. 2002. p. 118-119.
- VAREJÃO, Marcela. Literatura e sociologia em Silvio Romero. A propósito de uma recente história italiana da literatura brasileira. PARADIGMAS; Revista de filosofia brasileira. Londrina, v. 4. n. 2, p. 167-176, jul. 2001.
- VERÍSSIMO, José. “O positivismo no Brasil” e “Martins Pena e o teatro brasileiro”. In: _____. Estudo de literatura brasileira. Rio de Janeiro: Livraria Garnier, 1901. (1ª série).
- VERÍSSIMO, José. “O Sr. Garcia Mérou e o Brasil intelectual” e “alguns livros de 1900” In: _____. Estudos de literatura brasileira. Rio de Janeiro: Livraria Garnier, 1903. (3ª série).
- _____. A história da literatura brasileira. In: _____. Estudos da literatura brasileira.   Rio de Janeiro: Livraria Garnier, 1907. p. 1-14.
- _____. “Sobre alguns conceitos do Sr. Sílvio Romero” e “Post-Scriptum”. In: _____.  Que é literatura? E outros escritos. Rio de Janeiro: H. Garnier, 1907.
- VIEIRA, Celso.  Discurso de recepção. In: DISCURSOS Acadêmicos 1933-1935. Rio de Janeiro: Civilização Brasileira, 1937. (Publicações da Academia, VIII).
- VITOR, D’Almeida. Sílvio Romero. Rio de Janeiro: Minerva, 1952. 54 p. (Coleção homens do Brasil).
- VITA, Luis Washington.  Silvio Romero. In: _____.  Tríptico de idéias. São Paulo: Grijalbo, 1967. p. 47-61.
- _____. Pequena história da filosofia. São Paulo: Saraiva, 1968. p. 146-153.
- _____. O marco inicial da “desfortuna” de Silvio Romero. Revista Brasileira de Filosofia, São Paulo, v. 5, n. 2, p. 290, abr./jun. 1955.
- _____. Um quase inédito de Silvio Romero. Revista Brasileira de Filosofia, São Paulo, v. 5, n. 3, p. 455, jul./set. 1955.
- WERNECK, Norma C. O conceito de filosofia da ciência em Sílvio Romero. Rio de Janeiro: PUC, 1978. 123 fol. mimeografadas. (Dissertação apresentada ao Departamento de Filosofia como parte dos requisitos para obtenção do título de mestre em filosofia).